# 大島義保
大島 義保（おおしま よしやす、寛永18年（1641年） - 延宝元年6月28日（1673年8月10日））は江戸時代の寄合旗本。通称は左兵衛。川辺大島氏2代大島義唯の子。母は朽木宣綱の娘。兄に義近。妻は天方倶通の娘、子に大島義浮。

## 概略
慶安3年（1650年）12月、父義唯の遺領のうち美濃国加茂郡加治田村　590石を分知され、旗本寄合席の加治田大島氏の祖となった。
加治田大島氏は幕末まで旗本として続いた。

## 美濃国要所の旗本
- 加治田の歴史は古く、古代から平安時代、戦国時代と主要位置にあり、街道もつづいている。歴史文化や加治田の宿場町（加治田衆）が栄えていた。この重要な場所を大名に統治させるのではなく、旗本でも寄合席の家格で徳川幕府の直轄地として要地・要所として加治田大島氏は重要であった。

## 逸話
- 白華山清水寺の本堂改築にあたり協力している。
- 子孫は明治まで旗本として続き、現在に至る[3]。